# Eskrima
Eskrima, Escrima ou Escryma se refere às artes marciais filipinas (em inglês:  filipino martial arts — FMA) e ao esporte nacional deste país, que têm ênfase no treino de luta com armas (principalmente bastão, espada e faca, mas também com armas improvisadas, como: chaves, livro, revista, caneta, cadeira, mesa, gravata, corrente, etc.) e também ensinam habilidades de luta à mão vazia. Destaca-se, ainda, por ser uma técnica simples, eficaz e eficiente de arte marcial para defesa pessoal.

## Terminologia
Outros termos também comumente utilizados para se referir a esta arte são Kali, Arnis de Mano (lit. chicote com as mãos) e "Arnis Kali". Eskrima e Arnis estão entre os muitos termos utilizados nas Filipinas para se referir a esta arte.
O nome Kali, apesar de ser bastante empregado nos Estados Unidos e na Europa, é raramente utilizado nas Filipinas, e em muitos casos é uma palavra desconhecida. No entanto, devido à popularidade desse termo fora das Filipinas, e à influência de praticantes estrangeiros, o termo Kali está cada vez mais sendo reconhecido e aceito nas Filipinas. O termo kalis, utilizado nas Filipinas, significa espada. É comum o erro de achar que kalis e kali são sinônimos ou derivados (nota: o "s" ao final de uma palavra não é usado nas línguas e dialetos filipinos para indicar plural). Enfim, em qualquer que seja o caso, Eskrima, Arnis, Kali e FMA referem-se a uma mesma família de artes marciais filipinas baseadas em treino especialmente com armas.
Eskrimador ou Kalista (como alguns praticantes costumam se referir a si mesmos) é o praticante de Eskrima e Kali, respectivamente, enquanto Arnisador é o termo utilizado para se referir a praticantes da variante Arnis.

## As Ilhas Filipinas
As ilhas Filipinas são um imenso arquipélago com 7107 ilhas. São localidades belíssimas, com grandes paisagens naturais, principalmente praias.
Séculos antes do nascimento de Cristo, as tribos existentes guerreavam entre si sem nenhum tipo de norma, sempre buscando a morte do inimigo. Como nesta região existem metais em profusão, praticamente todos andavam armados com lâminas. Os meninos, ao se tornarem homens, recebiam uma grande faca, geralmente uma kris (arma de lâmina ondulada), para proteger a família e a tribo.
Neste ambiente inóspito, no qual os filipinos não tinham ainda senso de nação, os espanhóis foram conquistando aos poucos, pelo famoso método romano de "dividir e conquistar". Porém, depois que as ilhas foram batizadas de Ilhas Filipinas, em homenagem ao rei Felipe da Espanha, o senso de nacionalismo começou a crescer, e as técnicas mortais de combate com lâminas — contando com séculos de desenvolvimento — começaram a ser utilizadas pelos combatentes revolucionários.
Durante séculos, os filipinos foram proibidos de usar espadas e facões, e por isso treinavam com bastões de ratã (um material semelhante a um bambu), e faziam anotações das estratégias e táticas nas paredes, usando o alfabeto Alibata (alfabeto antigo na língua Tagalog). Além disso, observando o treinamento dos espanhóis com armas, aprenderam suas técnicas, e somando-as aos movimentos nativos do kali, criaram um conjunto de técnicas, tácticas e estratégias ainda mais eficazes e letais para conflitos de vida ou morte. As técnicas originais do Kali, mano y daga, entre outras, foram somadas e adaptadas à estratégia espada e adaga dos espanhóis e as noções de ângulos de ataque.
Esta filosofia de aprender com os demais povos, mastigar, aperfeiçoar e fazer a técnica única é uma das características que torna o Arnis uma arte flexível, perigosa e versátil, ao apresentar técnicas para todos os tipos de situações, e simplicidade, ao depurar técnicas ineficientes e oferecer apenas o que é absolutamente essencial.

## História
Como acontece com muitas artes marciais, a história da Eskrima é cercada de lendas, tornando difícil traçar seus fatos. E no caso da eskrima, isto é especialmente verdade. Por ser de domínio público, a maior parte de seus praticantes não possuía escolaridade para fazer uma história escrita, ou seja, boa parte da história era transmitida de forma falada. A confusão aumenta mais ainda pelo fato de existirem diversos sistemas diferentes de luta chamados pelo mesmo nome: Eskrima (ou arnis de mano). A explicação mais comumente aceita para a origem da Eskrima é a de que se trata de um conjunto de sistemas de lutas, utilizados por cada tribo filipina para lutar e se proteger umas das outras.
No entanto, registros históricos — de cerca de 500 anos — contam que quando os conquistadores espanhóis invadiram o arquipélago das Filipinas no início do século XVI, algumas tribos os combateram, usando armas e técnicas nativas. O invasor português a serviço da coroa espanhola Fernão de Magalhães queimou casas e tentou escravizar o povo da pequena Ilha Mactan, onde hoje é a província de Cebu, algumas centenas de quilômetros ao sul de Manila e foi morto na Batalha de Mactan, em 27 de Abril de 1521, pelas forças do chefe tribal de Mactan, Lapu-Lapu, o qual segundo historiadores, era um mestre na antiga arte do kali. Diferente do que se promove por eskrimadores, Magalhães não foi decapitado por Lapu-Lapu, ele foi morto por uma flecha durante a batalha.
A partir desse ponto, há uma divergência com relação à história da Eskrima. Nesse período histórico, os espanhóis eram experientes conquistadores, e possuíam seus próprios sistemas de luta, sem contar superioridade bélica e metalúrgica. O grau em que isto afetou a prática das artes de luta nativas é uma questão para ser debatida, mas é fato que os filipinos tomaram emprestado algumas técnicas, como a técnica de esgrima espanhola com espada e adaga, que os filipinos adaptaram ao uso com dois bastões: um longo e um curto, técnica essa chamada de espada y daga.
Para muitos, a Eskrima teria sofrido influência não só dos espanhóis, mas também dos aborígenes de Taiwan e de Bornéu, que mantinham contato com os indígenas filipinos — teoria essa que fica evidente a partir de lendas orais e das semelhanças entre os seus estilos de combate — e que também teria evoluido de artes marciais indianas, bem como de outras artes marciais tal como o malaio tjakalele e o silat, que foram levadas para as Filipinas por habitantes da Indonésia e da Malásia nas migrações separadas que fizeram para as Filipinas. Portanto existe a possibilidade de que os sistemas de luta filipinos tenham suas raízes históricas em artes marciais indonésias, que por sua vez foram influenciadas pelas artes chinesas, como é o caso do kun tao (literalmente "caminho do punho"), que tem suas raízes vinculadas ao ch'uan fa (palavra genérica para o que é conhecido no Ocidente como "kung fu"). Outros sistemas com movimentos similares aos das artes filipinas também têm suas raízes no ch'uan fa. Existe, inclusive, relatos de formas com dois bastões em ch'uan fa e tai chi chuan. Outra arte chinesa de grande influência ao kali, em especial a luta desarmada panantukan, é o wing chun. Essas influências chinesas, contudo, não têm ligação direta com os traços sócio-político-culturais das Filipinas dos dias de hoje.
Outros acreditam que, por serem as FMA baseadas em armas, suas raízes e desenvolvimento foram independentes da maioria dos sistemas de luta desarmados. Na verdade, é dito que as inevitáveis similaridades são devido aos tipos de armas utilizados tanto nas artes marciais filipinas, quanto indonésias, quanto chinesas. Alguns exercícios, ou movimentos de mão, similares aos das artes chinesas e indonésias, segundo alguns grupos de Eskrima, só foram introduzidos recentemente, o que é menos aparente em sistemas mais tradicionais.
Apesar da turbulência e da polêmica que cercam a história da Eskrima, o ambiente das Filipinas permitiu que essa arte se desenvolvesse para se tornar uma eficiente arte marcial. Enquanto em sistemas tradicionais a forma de ensino mais comum de transmissão dessa arte fosse informalmente entre as gerações de uma tribo, sistemas mais modernos, apesar das críticas tradicionais, criaram métodos mais simplistas de ensino. A despeito da metodologia de ensino, essas artes são considerada fáceis de aprender com a prática.

## Técnicas
O ensino das técnicas básicas em FMA é tradicionalmente simplificado. Com um tempo limitado para ensinar, somente as técnicas que se provaram eficazes, eficientes e versáteis em batalha e que podiam ser ensinadas em massa, o mais rapidamente possível, sobreviveram ao tempo. Isto permitiu que habitantes de vilas, que geralmente não eram soldados, se protegessem de outras vilas, bem como de invasores estrangeiros. A filosofia da simplicidade persiste até hoje, e é a base das artes marciais filipinas.
Devido a essa metodologia, as FMA são erroneamente consideradas artes de luta "simples" ou simplórias. No entanto, esta simplicidade refere-se somente a sua sistemática, não a sua eficácia. Ao contrário, por trás dessas técnicas básicas, reside uma estrutura bastante complexa e refinada de técnicas, as quais leva-se anos de prática para dominá-las completamente.
Praticantes dessas artes são notadamente reconhecidos por sua habilidade em lutar com armas ou desarmados, intercaladamente ou não. A maior parte dos sistemas de Eskrima incluem lutas com uma grande variedade de armas (bastões, facas, facões, espadas, armas improvisadas) combates em pé com socos, chutes, cotoveladas, joelhadas, cabeçadas, golpes com o quadril (panantukan, pananjakman, suntukan, sikaran, tadyakan/tadiyakan), chaves, alavancas, imobilizações e projeções (dumog ou buno), e quaisquer outras técnicas necessárias para complementar o treino de um verdadeiro mandirigma (guerreiro) nos velhos tempos das lutas tribais. Talvez, o único grande campo ao qual não foi dada a devida atenção, tanto no passado, quanto atualmente, seja o das lutas em cooperação. Havia um sistema filipino de primeiros socorros, cura e medicina herbal que era tradicionalmente ensinado paralelamente à Eskrima, mas desapareceu com o passar dos anos. Todavia, no sistema Arnis Kali Maharlika — bastante divulgado no Brasil — ensina-se algumas técnicas da massagem filipina Hilot durante o aquecimento preparatório do treino.
Na maioria dos sistemas, técnicas armadas e desarmadas são desenvolvidas paralelamente, por meio de um sistema de treinamento projetado para desenvolver seus aspectos comuns. As variações mais comuns são a do bastão simples (solo baston), a de dois bastões (double baston), e a de espada/bastão e faca. Alguns sistemas são conhecidos por se especializarem em outras armas, como o chicote e o cajado.
De todas as armas citadas anteriormente, algumas delas possuem variações exclusivas para serem utilizadas na prática da Eskrima, tais como a karambit, o barong e o canivete butterfly, um tipo de faca muito peculiar, que passou a ser característico da Eskrima moderna.
O ratã, madeira derivada do bambu, muito facilmente encontrado nas Filipinas, é o material mais utilizado na fabricação de bastões (yantok: nome original nas Filipinas) e varas de treino. São resistentes e têm boa durabilidade, leves, e com boa resistência ao fogo. São quebrados somente sob situações extremas, e não soltam lascas como outras madeiras, sendo assim ferramentas seguras de treino. Este aspecto também os tornam úteis na defesa contra lâminas. Kamagong (ironwood) é um material utilizado em menor escala, mas não para sparring, uma vez que é denso o suficiente para causar grandes danos aos praticantes.
Tradicionalmente, o sparring não inclui contato com o corpo. Para treinos com contato, recomenda-se o uso de equipamento de segurança, dado o grau de dano que um ataque com arma (bastão, cajado, etc) pode causar.

## Sistemas
Existem mais de cem tipos de sistemas diferentes de Eskrima, muitos dos quais remetem às origens de uma tribo ou região do Arquipélago Filipino, e podem ser classificados em três grupos principais:
- Os estilos da região norte (Arnis)
- Os estilos da região central (Kali)
- Os estilos da região sul do País (Eskrima)

Alguns dos mais conhecidos estilos nas Filipinas são:
- Eskrima São Miguel
- Doce Pares
- Balintawak
- Arnis moderno (ou "Modern Arnis", originalmente)
- Kalis illustrisimo ou Bakbakan
- Eskrima Águia Negra
- Kali-silat ("kali" — palavra de origem filipina e "silat" — palavra de origem indonésia).

Nos Estados Unidos, os mais populares são:
- Sayoc Kali
- Inosanto Lacoste Kali Salutation
- Sina-tirsia-wali
- Eskrima Serrada
- Eskrima Lameco
- Dog Brothers Martial Art
- Pekiti-tirsia
- Latosa Escrima

No Brasil, os mais difundidos são:
- Arnis Kali Maharlika — O Arnis Kali Maharlika é ensinado desde 1976 pelo grão-mestre Herbert "Dada" Inocalla (Punong Guro Lakan Siyam), ex-Tenente-coronel do Exército das Filipinas, que em conjunto com seu irmão grão-mestre "Datu" Shishir Inocalla (Punong Guro Lakan Siyam), um dos alunos mais graduados de Remy Presas (fundador do Modern Arnis) desenvolvem um trabalho de resgate e utilização do Arnis Kali Eskrima como "terapia marcial filipina": em que se inserem técnicas terapêuticas e da fluidez marcial do Tai Chi Chuan, exercícios e técnicas de respiração e meditação do Yôga mais as técnicas terapêuticas da massagem filipina Hilot. O Punong Guro Dada Inocalla é o fundador do estilo, único filipino nato e o mais antigo representante das Artes Marciais Filipinas desde a década de '70, no Brasil.
- Kali silat ou sina-tirsia-wali — Criado pelo norte-americano Paul Greg Alland, primeiro ocidental a ganhar o Philippines World Escrima Tournament. O estilo foi trazido ao Brasil pelas mãos de Paulo Albuquerque, hoje o aluno mais graduado de Greg na América Latina, que a anos vem lutando pela sua disseminação, assim como das artes marciais malaias em geral, no Brasil. Dentre as suas vitórias podemos assinalar a criação de torneios anuais de Kali, Escrima e Arnis no Rio de Janeiro, e a criação de uma Federação Brasileira de Kali reconhecida internacionalmente.
- Latosa Escrima — Desenvolvido por Rene Latosa, nos Estados Unidos, recentemente trazido ao Brasil.
- Bisayan
- Pekiti-Tirsia

Outros estilos difundidos em outras partes do mundo há também:
- Bakbakan Combat Arts
- Black Unicorn Filipino Fighting Arts International Makati
- Rapido Realismo Kali
- Cinco Teros
- Kasilagan
- Tersia
- Cadenilla
- Espada y Daga
- Dynamic Fighting Arts Kali (DFA Kali, desenvolvido pelo Guro David Seiwert, com sede nos E.U.A.)

## Sistema de graduação por faixas
Os praticantes de Eskrima (Arnis, Kali) devem estar em conformidade com os critérios baseados no tempo mínimo de treinamento e também com o nível de proficiência das habilidades técnicas desta arte marcial. Os profissionais são selecionados pelo comitê de promoção para determinar o nível do aluno dentro do sistema de graduação correspondente à sua escola ou estilo de Eskrima.
A tabela abaixo nos mostra como funciona os níveis de graduação de acordo com o estilo Arnis Kali Maharlika (sistema Inocalla), no Brasil:
| Graduação                               | Faixa | Nome em Português | Título em Tagalog            |
| Branca                                  |       | Iniciante         | Baguhan                      |
| Amarela                                 |       | Iniciante         | Baguhan                      |
| Azul                                    |       | Iniciante         | Baguhan                      |
| Verde                                   |       | Intermediário     | Tagapagsanay                 |
| Roxa                                    |       | Intermediário     | Tagapagsanay                 |
| Marrom                                  |       | Instrutor         | Tagapagturo                  |
| Preta 1º Grau (mínimo 18 anos de idade) |       | Professor         | Guro Lakan/Dayan Isa         |
| Preta 2º Grau                           |       | Professor         | Guro Lakan/Dayan Dalawa      |
| Preta 3º Grau                           |       | Professor         | Guro Lakan/Dayan Tatlo       |
| Preta 4º Grau                           |       | Mestre            | Guro Lakan/Dayan Apat        |
| Preta 5º Grau                           |       | Mestre            | Punong Guro Lakan/Dayan Lima |
| Preta 6º Grau (mínimo 60 anos de idade) |       | Grão-mestre       | Punong Guro Lakan/Dayan Anim |
| Vermelha 7º Grau                        |       | Grão-mestre       | Punong Guro Lakan/Dayan Pito |